# Bogusław Sonik
Andrzej Bogusław Sonik, né le 3 décembre 1953 à Cracovie (Pologne) est un homme politique polonais. De 2004 à 2014 il est député européen, membre du Groupe du Parti populaire européen, élu sur la liste de la Plate-forme civique (PO). Il réintègre le Parlement européen en novembre 2018.

## Biographie
Bogusław Sonik fait des études à la faculté de droit et d'administration de l'université Jagellonne où il obtient son diplôme de fin d'études (magister) en 1978. Il est en contact avec le Comité de défense des ouvriers (KOR) et est un des fondateurs en 1977 du comité de solidarité étudiante (Studencki Komitet Solidarności (pl)). Il est ensuite vice-président du Bureau de Solidarność pour la région de Petite-Pologne (1980-1982). Sous l'état de guerre, il est interné du 13 décembre 1981 au 15 octobre 1982. Il travaille ensuite pour la maison d'édition Znak et comme journaliste pour l'hebdomadaire  Tygodnik Powszechny et pour des publications clandestines.
De 1983 à 1996, il réside à Paris. Jusqu'en 1990, il suit des cours à l'Institut d'études politiques de Paris et il est correspondant de presse notamment pour Radio Free Europe et la BBC. De 1990 à 1996, il est ministre-conseiller à l'Ambassade de Pologne à Paris et directeur de l'Institut polonais de Paris.
Revenu à Cracovie, il est membre (1998-2004) et président (1998-2002) de la diétine (assemblée régionale) de Petite-Pologne tout en dirigeant le bureau des festivals (KBF) organisant notamment les manifestations de Cracovie 2000 capitale européenne de la culture (1996-2002). De 2002 à 2004, il exerce différentes fonctions locales, par exemple la direction de l'office de promotion de la ville de Cracovie et la présidence du conseil de surveillance du fonds régional de protection de l’environnement.
En 2004 il est élu député au Parlement européen et est réélu en 2009, mais ne retrouve pas son siège en 2014. Il est alors réélu à la diétine régionale (pl), où il préside le groupe de la Plateforme civique.
Il participe aux travaux de diverses commissions parlementaires sur l'environnement et le changement climatique, les droits de l'homme et le contrôle budgétaire. Récemment il a été l’auteur d’un rapport sur l'impact de l’exploitation des gaz de schiste sur l'environnement.

## Famille
Il est marié et a deux enfants.
Sa femme Liliana Batko-Sonik (pl) est également une militante de l'opposition démocratique dans les années 1970 et 1980. Elle a été journaliste pour Radio France internationale et la Deutsche Welle et a collaboré à l'hebdomadaire Tygodnik Powszechny, tout en étant secrétaire de l'association Aide aux malades polonais. Elle est ensuite en 2007 directrice des programmes de la télévision publique polonaise. Elle est l'auteur de la série éditoriale Wielcy Malarze, sur l'histoire de la peinture en Europe.

## Distinctions
Bogusław Sonik reçoit plusieurs décorations polonaises et étrangères, notamment l'ordre des Arts et des Lettres. Il obtient en 2010 le prix MEP Awards dans la catégorie Énergie et en 2014 le grade de commandeur de l'ordre Polonia Restituta.
En 2015, il reçoit les insignes de commandeur de l'ordre national français du Mérite.